# Aristolochia haitiensis
Aristolochia haitiensis är en piprankeväxtart som beskrevs av Ekman & O. Schmidt. Aristolochia haitiensis ingår i släktet piprankor, och familjen piprankeväxter. Inga underarter finns listade i Catalogue of Life.